# Frederick Warner
Pour les articles homonymes, voir Warner.
Frederick Edward Warner (31 mars 1910 - 3 juillet 2010) est un ingénieur chimiste britannique.

## Biographie
Il est fait chevalier en 1968, FRS 1976, Médaille Leverhulme 1978, Médaille Buchanan 1982. Il est membre fondateur de la Royal Academy of Engineering. Warner reçoit également un doctorat honorifique de l'Université Heriot-Watt en 1978.
En 1986, Warner réunit un groupe d'experts, tous âgés de plus de 65 ans, pour visiter le réacteur en détresse de Tchernobyl. De retour en Grande-Bretagne, il propose la formation d'un groupe de travail permanent composé de scientifiques plus âgés qui seraient sur place pour pénétrer dans les zones contaminées après de graves accidents nucléaires afin de procéder à une première évaluation des dommages. En conséquence, les volontaires pour les rayonnements ionisants (VIR) sont formés et intégrés aux dispositions d'urgence de l'Ordre de Saint-Jean.
Warner est décédé le 3 juillet 2010 à l'âge de 100 ans.
L'héritage du génie chimique de Warner est rappelé par le prix Sir Frederick Warner, un prix biennal présenté par l'IChemE (l'Institution of Chemical Engineers) pour récompenser une personne en début de carrière qui s'est montrée exceptionnellement prometteuse dans le domaine de la technologie des procédés chimiques durables, la technologie nucléaire ou pour rendre le génie chimique plus accessible à une communauté scientifique plus large.